# Elatostema huanjiangense
Elatostema huanjiangense är en nässelväxtart som beskrevs av Wen Tsai Wang och Y.G.Wei. Elatostema huanjiangense ingår i släktet Elatostema och familjen nässelväxter. Inga underarter finns listade i Catalogue of Life.